# Kástro d'Astypalée
Le kastro d'Astypalée, en grec moderne : Κάστρο Αστυπάλαιας - Kástro Astypáleas, est une agglomération fortifiée située sur l'île d'Astypalée dans les Cyclades en Grèce. Il a été construit sur le site de l'ancienne citadelle par Giovanni Querini et a été habité sans interruption jusqu'en 1943.
Le kastro est situé sur un promontoire, à 130 mètres au-dessus du niveau de la mer. Il a une forme ovale avec un angle aigu, mesurant 112 mètres sur 40 mètres, avec un grand axe dans une direction nord-ouest à sud-est. Sa superficie est de 3 700 m2. Les murs font neuf mètres de haut, tandis qu'en dessous se trouvent des falaises abruptes, par endroits de dix mètres de haut. L'entrée se fait par une porte de deux mètres de large surmontée d'un linteau. Le passage, qui mesure treize mètres de long et 3,5 m de large, est couvert par trois voûte d'arêtes. Au-dessus de l'entrée se trouve une maison à deux étages. Sur la façade, des colonnes soutiennent un double arc aveugle et au-dessus, un fronton.
À l'est de l'entrée se trouve l'église de la Vierge Marie. L'intérieur du kastro comporte deux voies principales, l'une périphérique et l'autre transversale. Les maisons sont développées autour du périmètre et, à l'intérieur, elles font face à la route du périmètre intérieur, large de deux mètres. Les maisons sont à l'origine des maisons à trois étages d'une hauteur de six mètres. Les étages supérieurs étaient accessibles par un escalier extérieur. Les pièces sont allongées, sans être séparées. Habituellement, chaque famille vivait dans chacune des pièces. Quatre des bâtiments se distinguent par leur taille. En face de l'église de Saint-Georges se trouvent le manoir du médecin et le manoir de l'agha, tandis que les deux autres bâtiments sont situés à l'ouest de la porte et à l'extrémité ouest du château. La résidence principale semble avoir été la tour située sur le côté est du château. 

## Galerie

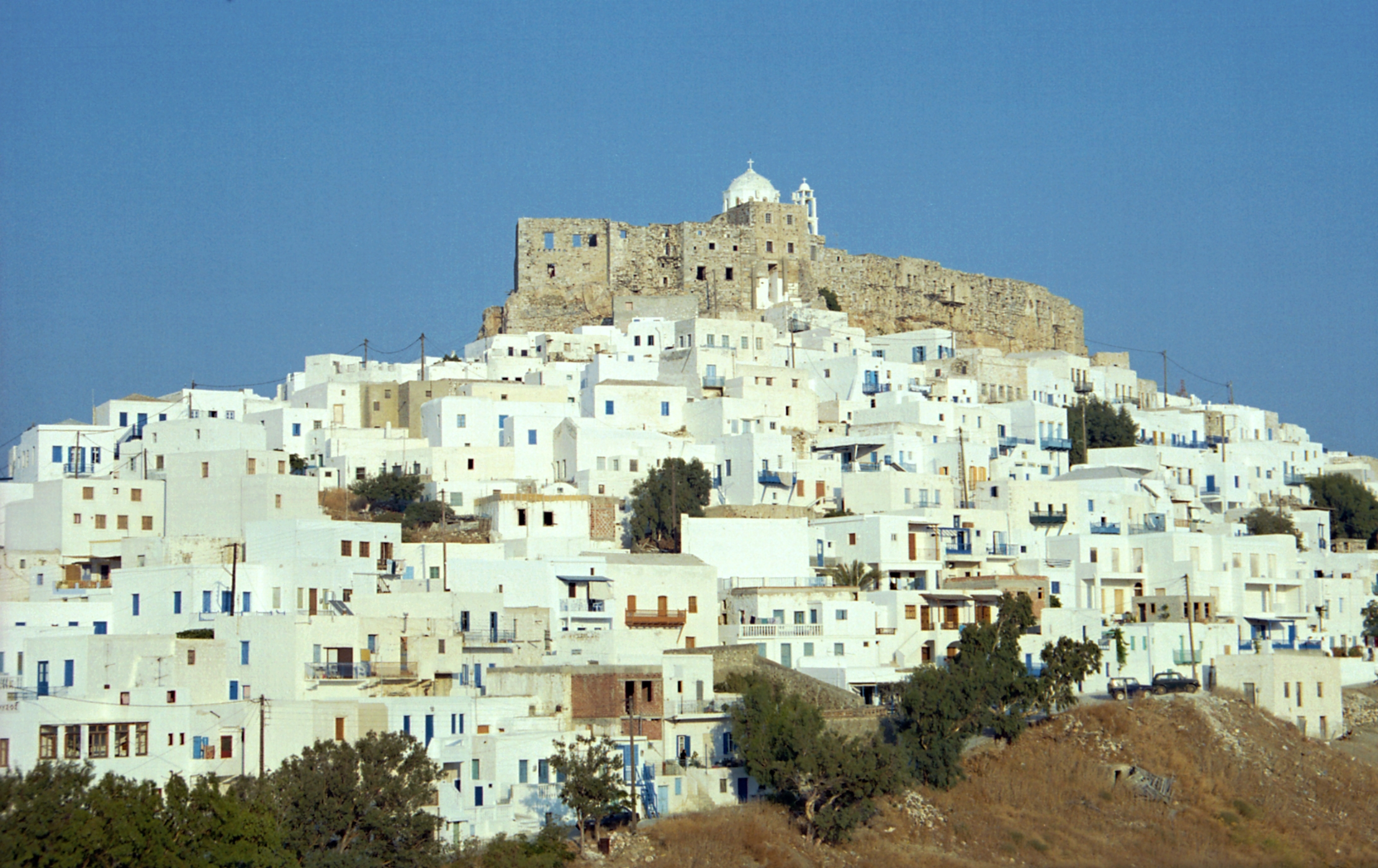
Autre vue du château.
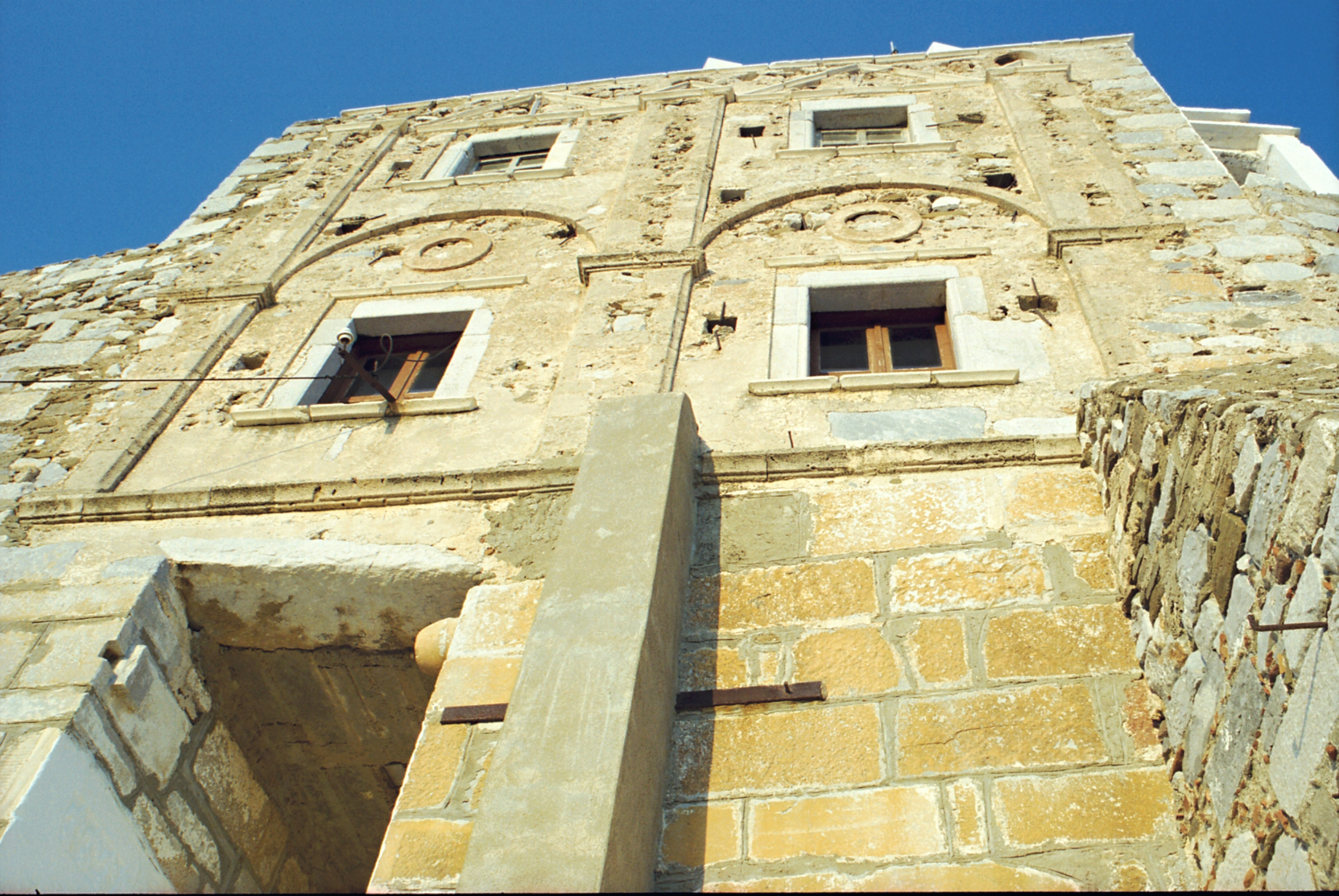
L'entrée du kastro.
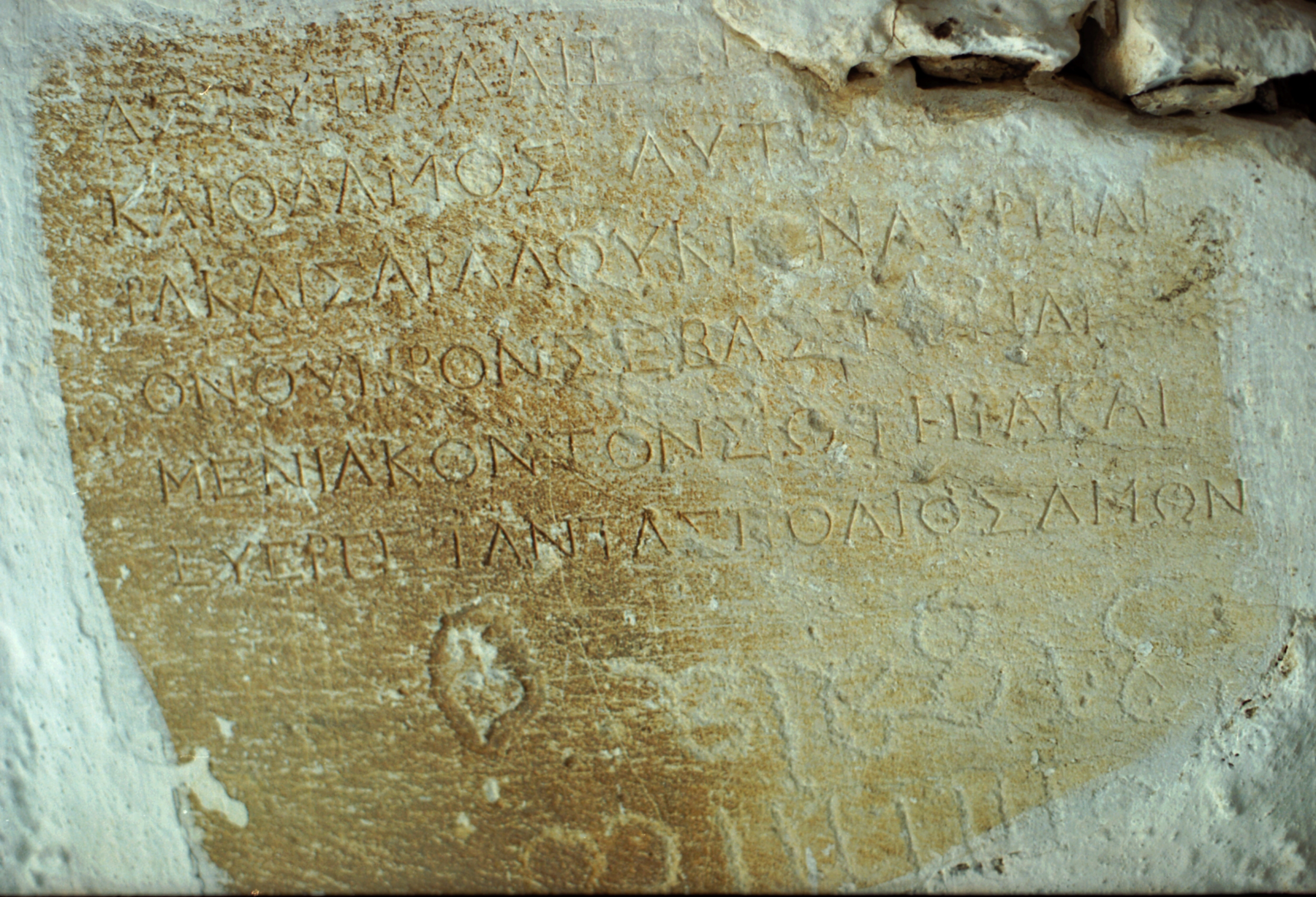
Inscription sur le kastro.
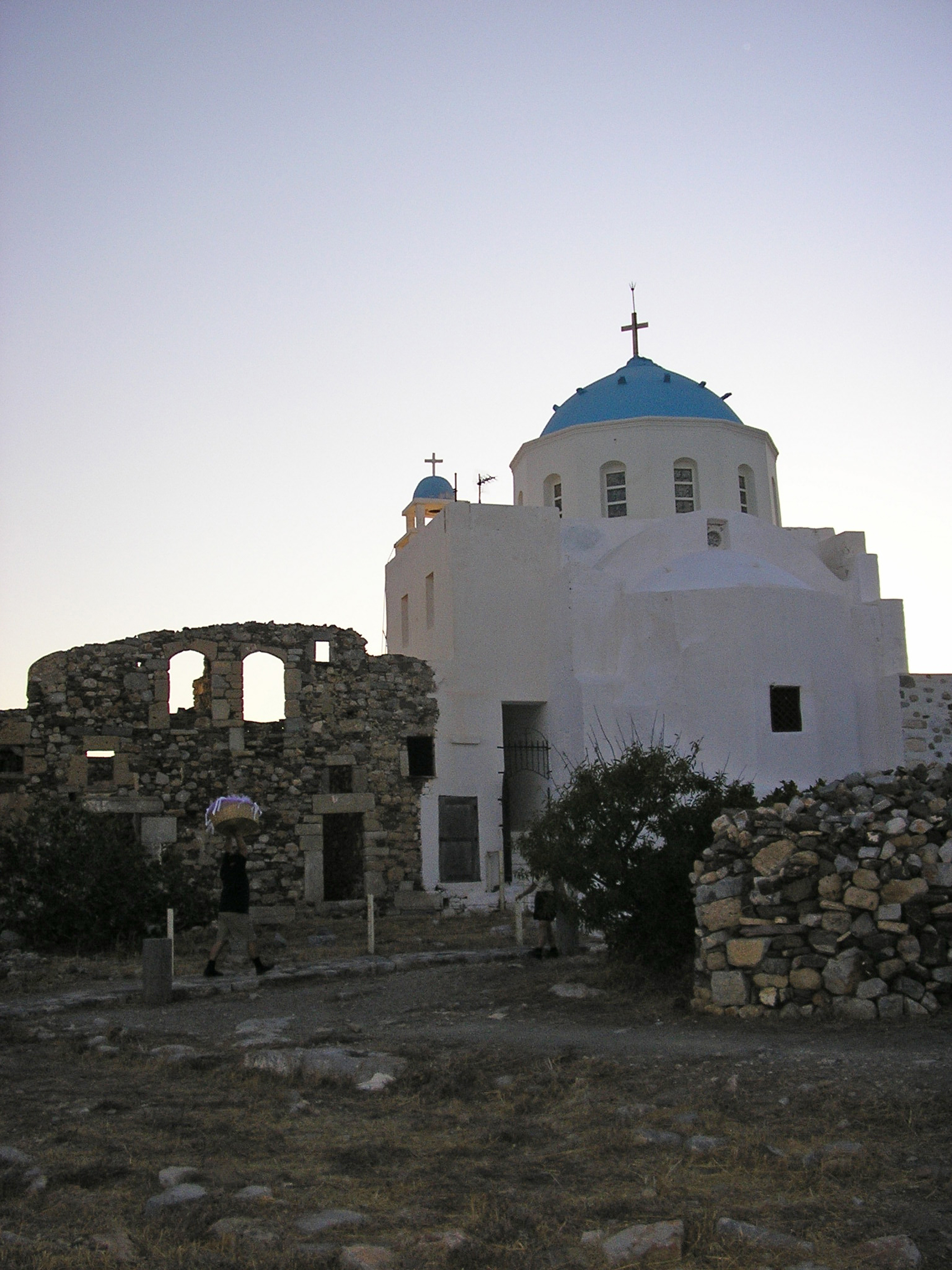
L'église du kastro.